# Fødeniche
En fødeniche betyder den type føde som et bestemt dyr ernærer sig ved i t bestemt økosystem.
F.eks. en torsks fødeniche er bl.a. sild, krabber og tobis.
En hvidhajs fødeniche kan f.eks. være sæler og store fisk.